# 克里斯·林德伯格
克里斯·林德伯格（英語：Chris Lindberg，1967年4月16日—），加拿大男子冰球运动员，场上位置是前锋。他曾代表加拿大国家队参加1992年冬季奥林匹克运动会冰球比赛，获得一枚银牌。